# Apomecyna rufomarmorata
Apomecyna rufomarmorata är en skalbaggsart som beskrevs av Stefan von Breuning 1973. Apomecyna rufomarmorata ingår i släktet Apomecyna och familjen långhorningar.
Artens utbredningsområde är Ghana. Inga underarter finns listade i Catalogue of Life.